# Colaspis diduma
Colaspis diduma es un coleóptero de la familia Chrysomelidae.
Fue descrita científicamente en 1975 por Blake.